# Жилко Лариса Миколаївна
Лариса Миколаївна (Нутьївна) Жилко — радянський і український художник театру і кіно.

## Біографічні відомості
Народилася 27 березня 1954 року в Києві. 
Закінчила Ленінградський державний інститут театру, музики і кінематографії. 
На творчій роботі з 1976 року. З 1985 — член Спілки кінематографістів України. 
З 1991 р. мешкала і працювала у м. Оденсе (Данія), де відкрила художню галерею (1992), була художником постановником Муніципального театру (1992—1996), викладала рисунок і живопис у студії живопису «ФОФ» (1996–2006).
У 2014 році кандидатура Л. Жилко висувалася на Російську національну кінематографічну Премію АПКіТ (Асоціації продюсерів кіно і телебачення) у номінації «Найкраща робота художника-постановника» в серіалі «Шулер» (2013, реж. Едуард Паррі, Star Media, Перший канал (Росія) .

## Фільмографія
Оформила фільми:
- «Напередодні прем'єри» (1978, сценографія; реж. О. Гойда)
- «Ти тільки не плач» (1979, реж. О. Мороз)
- «Дрібниці життя» (1979, реж. В. Криштофович)
- «Скарбничка» (1980, т/ф, 2 с.; у співавт. з худ. В. Жилком; реж. М. Григор'єв, В. Савельєв)
- «Ранок за вечір мудріший» (1981, реж. О. Муратов)
- «Ярослав Мудрий» (1982, у співавт. з В. Жилком; реж. Г. Кохан)
- «Одиниця „з обманом“» (1984, реж. А. Праченко)
- «Стрибок» (1985, у співавт.; реж. М. Малецький)
- «Голос пам'яті» (1982, реж. дебют В. Жилка, Мосфільм)
- «Першоцвіт» (1987, реж. В. Жилко)
- «Генеральна репетиція» (1988, 2с, т/ф, реж. Віктор Жилко, про ліцейські роки Миколи Гоголя)
- «За все тебе дякую» (2004—2005, т/с, 12 с, реж.: К. И. Каптан, "ПРОТВ")
- «Останній осінній листок» (2004, к/м), реж. В. Жилко, студія «Сенекофільм»)
- «Сьоме небо» (2005, т/с, 5 с., реж. В. Криштофович, студія «ПРОТВ»)
- «Перше правило королеви» (2006, 5 серій, реж. В. Криштофович)
- «Саквояж з світлім майбутнім» (2006, 4 серіі, реж. В. Криштофович)
- «Будинок-фантом у придане» (2007, 4 с., реж. В. Криштофович, УМГ «1+1»)
- «Душка» (2007, х/ф реж. Йос_Стеллінг. Голландія-Україна:)
- «Торкнутися неба» (2007, т/ф, реж. Л. Горовець, "Кінокомпанія Ю. С. Фільм")
- «Надія як свідчення життя» (2007, т/с, 4 с, реж. Г. Гресь, "Новый фільм")
- «Король, Дама, Валет» (2008, реж. Л. Горовець, «Кінокомпания Ю. С. Фільм»)
- «Прикольна казка» (2008, х/ф, реж. Р. Ширман)
- «Третій лишній» (2008, т/ф); «Уроки спокуси» (2008, т/ф, реж. О. Лисовец, «Star media»)
- «Смерть шпигунам−2» (2008, 8 с., реж. Г. Гресь, «Star Media»)
- «Доярка з Хацапетовки 2: Виклик долі» (2009, 12 с., реж. Павло Снісаренко, «Новая Студия»)
- «Роман вихідного дня» (2008, 2 с., реж. Вол. Жилко, «Новая Студия», РТР)
- «Острів непотрібних людей» (2011)
- «Мадемуазель Живаго» (2013)
- «Шулер» (2013, реж. Едуард Паррі, Star Media, Перший канал (Росія)
- «Вчора. Сьогодні. Назавжди» (2015, т/с)
- «Забудь мене, мамо!» (2016)
- «Три дороги» (2015, т/с)
- «Ти моя улюблена» (2018, т/с)
- «Чуже життя» (2018, т/с)
- «Місто закоханих» (2019, т/с, реж. Антон Гойда)
- «Солона карамель» (2019, 4 серії)
- «Я теж його кохаю» (2019, т/с, у співавт.)
- «Чуже щастя» (2022, 4 с, т/ф, Star Media) та ін.